# Chérso
Chérso är en ort i Grekland.   Den ligger i prefekturen Nomós Kilkís och regionen Mellersta Makedonien, i den norra delen av landet, 400 km norr om huvudstaden Aten. Chérso ligger 100 meter över havet och antalet invånare är 925.
Terrängen runt Chérso är kuperad norrut, men söderut är den platt. Runt Chérso är det ganska glesbefolkat, med 40 invånare per kvadratkilometer. Närmaste större samhälle är Kilkis, 13,2 km sydost om Chérso. Trakten runt Chérso består till största delen av jordbruksmark.